# Dennis Dragon

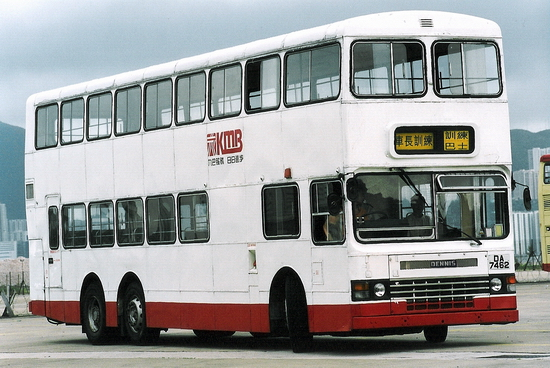
Dennis Dragon

Der Dennis Dragon war ein Fahrgestell für Doppeldeckerbusse des britischen Nutzfahrzeugherstellers Dennis Brothers. Der Typ wurde von 1981 bis 1999 gebaut. Der Bus basierte auf dem zweiachsigen Dennis Dominator. Die bei China Motor Bus eingesetzten Fahrzeuge erhielten den Namen Condor. Der Bus wurde ausschließlich für den Export gebaut. Insgesamt wurden ungefähr 2000 Busse produziert.

## Hintergrund
Mit dem ab 1977 produzierten Bus war Dennis der Durchbruch auf dem Markt in der damaligen britischen Kronkolonie Hongkong gelungen. Der Bus war wegen seiner langen Überhänge fahrdynamisch jedoch problematisch. Das Nicken beim Anfahren und Bremsen, das die Fahrt des Busses an den Gang einer Ente erinnern ließ, hatte ihm den Spitznamen Duck eingebracht. Außerdem war die Anzahl der Sitzplätze unzureichend. Die Buslinienbetreiber hatten neben dem Dominator auch weitere Busse mit Klimaanlage erprobt. Diese Erprobungen verliefen jedoch wenig erfolgreich, die Klimaanlagen wurden bald wieder entfernt. Eine Klimaanlage erschien jedoch unter den klimatischen Bedingungen in Hongkong unverzichtbar. 
Dennis verlängerte den Dominator auf eine Länge von 12 m und schob vor der angetriebenen Hinterachse eine zusätzliche Achse ein. Dies schaffte mehr Platz für Passagiersitze und bot ausreichend Raum für den Aufbau einer leistungsfähigen Klimaanlage. Neben der langen Ausführung war der Bus auch noch in Längen von 9,9 m, 10,3 m und 11 m und mit unterschiedlichen Antriebseinheiten und Aufbauten erhältlich.
Einer der größten Betreiber des Dragon war Kowloon Motor Bus. Der chinesische Name Kowloon bedeutete nine dragons (deutsch: neun Drachen). Da China Motor Bus einen Bus nicht mit dem Namen des Konkurrenten bezeichnen wollte, erhielten die an CMB gelieferten Fahrzeuge den Namen Condor.

## Konstruktion
Das grundsätzliche Design des Dominator blieb erhalten. Der Motor war hinten angeordnet, angetrieben wurde die 3. Achse. Angetrieben wurden die Busse entweder von einem Motor von Gardner oder Cummins. Der Cummins-Motor war ursprünglich als Option erhältlich, verdrängte jedoch im Laufe der Produktionszeit den Gardner-Motor als Standardantrieb. Als Getriebe fanden Automatikgetriebe von Voith oder ZF Verwendung.
Alle Busse mit Ausnahme von vier Prototypen erhielten einen Aufbau von Duple-Metsec. Die Prototypen trugen eine Karosserie von Alexander.

## Nutzung

### Kowloon Motor Bus

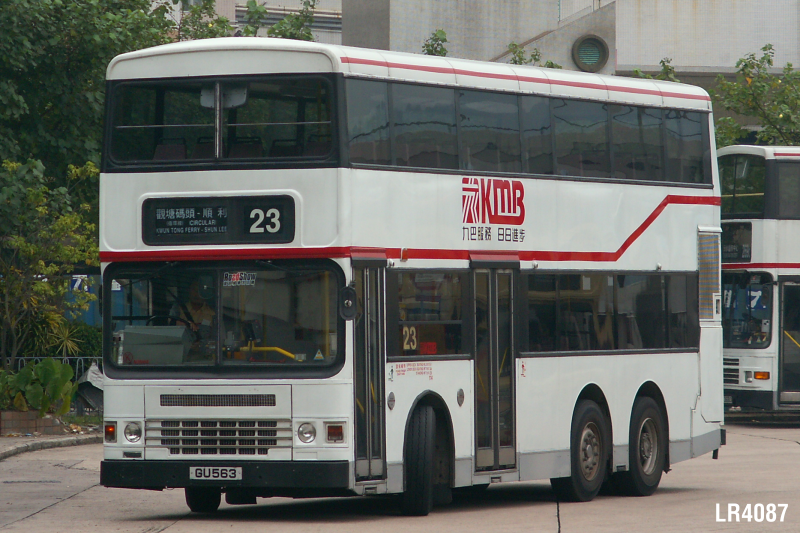
Dennis Dragon mit 9,9 m Länge von KMB

Kowloon Motor Bus beschaffte 1982 drei Dragon in der 12-m-Ausführung mit Aufbauten von Alexander ohne Klimaanlage zur Erprobung. Diese Busse erhielten den internen Index 3N. Unmittelbar nach Abschluss der Erprobung wurden 188 weitere dieser Busse beschafft, jetzt allerdings mit einem dreitürigen Aufbau von Duple Metsec. Von 1991 bis 1999 folgten 170 weitere lange Busse mit Klimaanlage.
Die 11 m lange Ausführung wurde ab 1986 beschafft. Diese Busse hatten keine Klimaanlage und erhielten den Index S3N. Vorgesehen waren sie für den Einsatz in den New Territories. Fünfzig der Busse waren ursprünglich für die Ausrüstung mit einer Klimaanlage vorgesehen und hatten ein geschlossenes Heck. Zwischen 1986 und 1994 wurden insgesamt 370 dieser Busse geliefert. 
Im Jahr 1990 testete Kowloon Motor Bus einen 11 m langen Dragon mit Klimaanlage. Danach beschaffte man bis 1999 235 9,9 m lange Dragon (ADS) sowie 360 in der Ausführung mit 11 m Länge (3AD). Alle diese Busse hatten eine Klimaanlage.
Alle 12-m-Busse und 270 11-m-Busse ohne Klimaanlage wurden inzwischen außer Dienst gestellt, einige finden noch als Fahrschulfahrzeuge Verwendung. Daneben ging noch eine kleinere Anzahl klimatisierter Busse unter anderem nach Unfällen außer Dienst.

### China Motor Bus

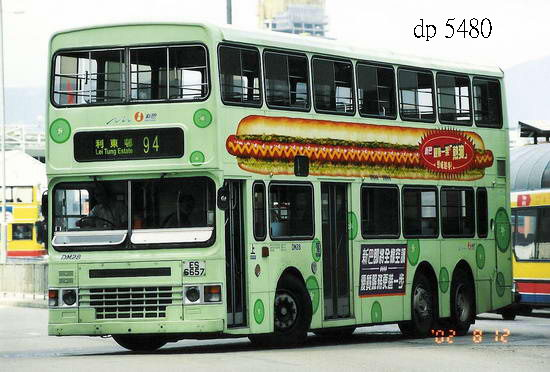
Dennis Condor von NWFB, 11 m lange Ausführung

China Motor Bus erprobte 1982 zwei 12 m lange Condor ohne Klimaanlage, davon einen mit Aufbau von Alexander, den anderen mit Aufbau von Duple Metsec. Nach Abschluss der Erprobung entschied man sich zur Beschaffung von 46 Condor in der 12-m-Ausführung. Nach Eröffnung der Linie der Mass Transit Railway in den 1980er Jahren hatte China Motor Bus keinen großen Bedarf an derartigen Bussen. Außerdem wurden bis 1997 noch Busse in der 11-m-Ausführung beschafft, davon 92 mit und 28 ohne Klimatisierung. Die letzten Condor kaufte China Motor Bus als Zwischenlösung wegen der unvorhersehbar langen Lieferzeit des Dennis Trident. Nachdem China Motor Bus 1998 das Franchise verloren hatte, wurden alle Busse an New World First Bus verkauft.
Einige Busse wurden zwischenzeitlich ausgesondert und verkauft. Zwanzig der Condor in der 12-m-Ausführungen gelangten nach Großbritannien zurück. Ein Bus erhielt einen oben offenen Aufbau und wurde bis 2008 im Linienverkehr eingesetzt.

### Citybus
Citybus beschaffte den Dragon ab 1993 ausschließlich mit Klimaanlage. Der Duple-Metsec-Aufbau, der von CaetanoBus in Portugal hergestellt wurde, unterschied sich von den bisherigen Aufbauten durch eine breitere Eingangstür vorn und das Design der Front, das vom Alexander R übernommen wurde. Zwischen 1994 und 1998 kamen 80 Dragon in der 12-m-Ausführung und 40 Busse in einer 10,3 m langen Variante zu Citybus. Einer der kurzen Busse wurde 2000 zum weltweit ersten dreiachsigen Doppeldecker-Trolleybus mit Klimaanlage umgebaut.

### HACTL
Die Hong Kong Air Cargo Terminals Limited kauften 1996 vier Dragon als Dienstfahrzeuge. Der Aufbau war dem der 12-m-Ausführung von Citybus ähnlich, jedoch fehlten die Fahrzielanzeiger, außerdem waren die Busse enger bestuhlt. Nachdem HACTL im September 1999 die Dienstfahrten mit eigenen Bussen einstellte, gingen die Fahrzeuge zu New World First Bus.

## Afrika

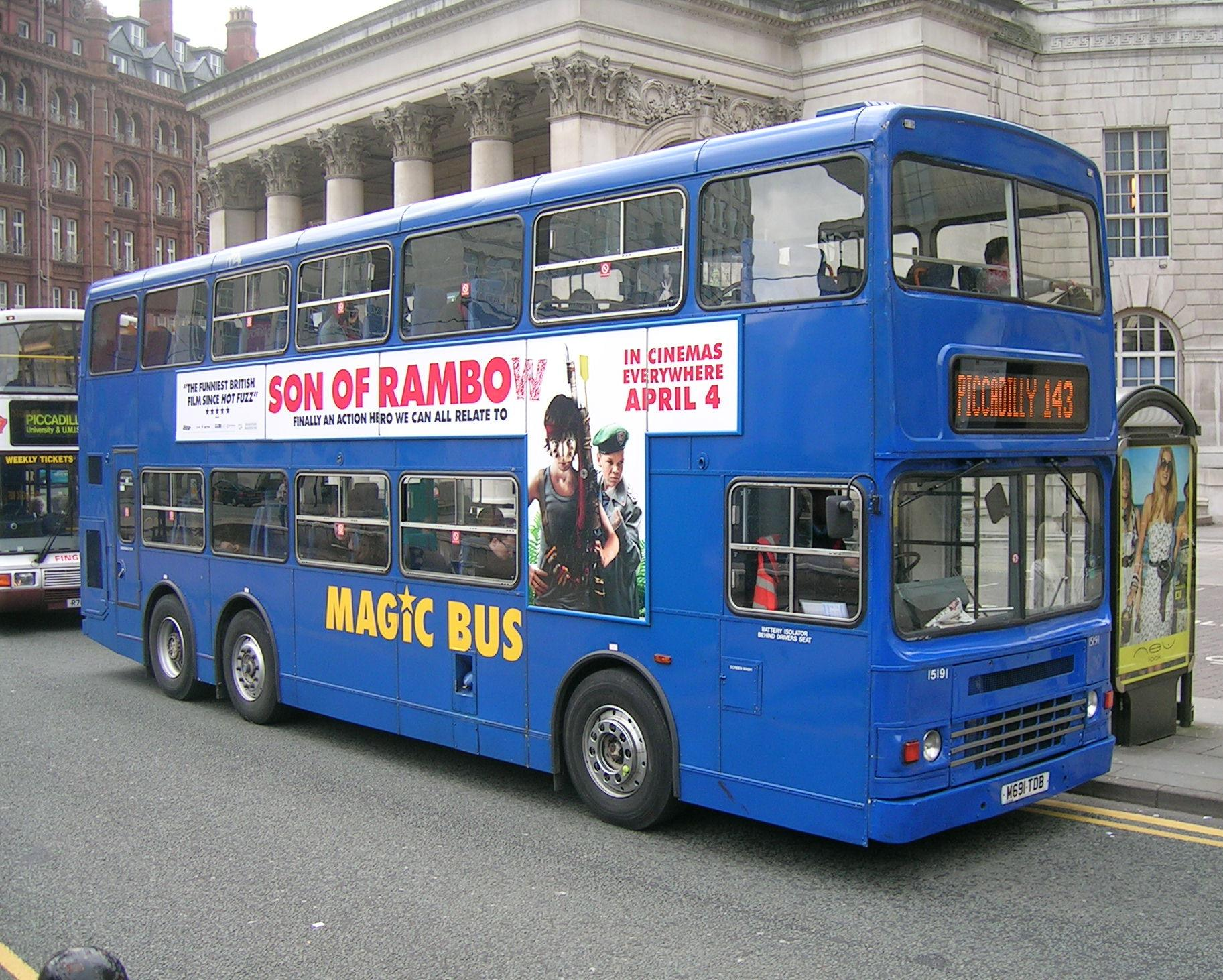
Dennis Dragon von Stagecoach in Manchester, ursprünglich in Kenia eingesetzt

Stagecouch beschaffte 1992 zehn Dragon für den Betrieb in Malawi und zwischen 1995 und 1996 nochmals zwanzig Stück für Kenia. Zwischen 1998 und 2000 wurden die Busse aus Kenia zurückgeholt und bei Stagecoach Manchester in Dienst gestellt.